# Copa del Jeque Jassem
La Copa del Sheikh Jassem, o también llamada Supercopa de Catar, es un partido oficial que da inicio a la temporada futbolística en Catar; el partido es disputado por el campeón de la Qatar Stars League y el vencedor de la Copa del Emir de Catar.

## Palmarés
| Temporada | Campeón        | Resultado        | Finalista           | Sede de la final                   |
| --------- | -------------- | ---------------- | ------------------- | ---------------------------------- |
| 1977      | Al-Sadd        |                  |                     |                                    |
| 1978      | Al-Sadd        | 2 - 1            | Qatar SC            |                                    |
| 1979      | Al-Sadd        | 1 - 0            | Al Ahli Sports Club |                                    |
| 1980      | Al-Arabi       | 2 - 1            | Al Ahli Sports Club |                                    |
| 1981      | Al-Sadd        |                  |                     |                                    |
| 1982      | Al-Arabi       |                  |                     |                                    |
| 1983      | Qatar SC       |                  |                     |                                    |
| 1984      | Qatar SC       |                  |                     |                                    |
| 1985      | Al-Sadd        |                  |                     |                                    |
| 1986      | Al-Sadd        |                  |                     |                                    |
| 1987      | Qatar SC       |                  |                     |                                    |
| 1988      | Al-Sadd        |                  |                     |                                    |
| 1989      | Al Wakrah      |                  |                     |                                    |
| 1990      | Al-Sadd        |                  |                     |                                    |
| 1991      | Al Wakrah      |                  |                     |                                    |
| 1992      | Al Rayyan      |                  |                     |                                    |
| 1993      | No se disputó  | No se disputó    | No se disputó       | No se disputó                      |
| 1994      | Al-Arabi       |                  |                     |                                    |
| 1995      | Qatar SC       |                  |                     |                                    |
| 1996      | Al-Shamal      |                  |                     |                                    |
| 1997      | Al-Sadd        |                  |                     |                                    |
| 1998      | Al Wakrah      | 2 - 0            | Al Ahly Doha        |                                    |
| 1999      | Al-Sadd        | 3 - 2            | Al-Taawun           |                                    |
| 2000      | Al Rayyan      | 2 - 0            | Al-Taawun           |                                    |
| 2001      | Al-Sadd        |                  |                     |                                    |
| 2002      | Al-Khor SC     | 1 - 0            | Qatar SC            |                                    |
| 2003      | Al-Mu'aidar SC | 2 - 1            | Al Wakrah           |                                    |
| 2004      | Al Wakrah      | 1 - 1 (3-1 pen.) | Qatar SC            |                                    |
| 2005      | Al-Gharafa     | 2 - 1            | Al Ahly Doha        |                                    |
| 2006      | Al-Sadd        | 2 - 0            | Al Rayyan           |                                    |
| 2007      | Al-Gharafa     | 4 - 2            | Al-Sailiya          |                                    |
| 2008      | Al-Arabi       | 3 - 0            | Al Rayyan           |                                    |
| 2009      | Umm Salal SC   | 2 - 0            | Al-Khor SC          |                                    |
| 2010      | Al-Arabi       | 1 - 0            | Lekhwiya SC         |                                    |
| 2011      | Al-Arabi       | 3 - 2            | Umm Salal           |                                    |
| 2012      | Al-Rayyan      | 1 - 0            | Al-Sadd             |                                    |
| 2013      | Al-Rayyan      | 2 - 0            | Al-Kharitiyath SC   |                                    |
| 2014      | Al-Sadd        | 3 - 2            | Lekhwiya SC         | Estadio Abdullah bin Khalifa, Doha |
| 2015      | Lekhwiya SC    | 4 - 2            | Al Sadd             | Estadio Hamad bin Khalifa, Doha    |
| 2016      | Lekhwiya SC    | 2 - 0            | Al-Rayyan           | Estadio Jassim Bin Hamad, Doha     |
| 2017      | Al-Sadd        | 4 - 2            | Al-Duhail           | Estadio Abdullah bin Khalifa, Doha |
| 2018      | Al-Rayyan      | 1 - 1 (5-3 pen.) | Al-Duhail           | Estadio Jassim Bin Hamad, Doha     |
| 2019      | Al-Sadd        | 1 - 0            | Al-Duhail           | Estadio Jassim Bin Hamad, Doha     |

## Títulos por club
| Club                    | Campeón | Años campeón                                                                             |
| ----------------------- | ------- | ---------------------------------------------------------------------------------------- |
| Al-Sadd                 | 15      | 1977, 1978, 1979, 1981, 1985, 1986, 1987, 1990, 1997, 1999, 2001, 2006, 2014, 2017, 2019 |
| Al-Arabi                | 6       | 1980, 1982, 1994, 2008, 2010, 2011                                                       |
| Al-Rayyan               | 5       | 1992, 2000, 2012, 2013, 2018                                                             |
| Qatar SC                | 4       | 1983, 1984, 1987, 1995                                                                   |
| Al-Wakrah               | 4       | 1989, 1991, 1998, 2004                                                                   |
| Al-Gharafa              | 2       | 2005, 2007                                                                               |
| Al-Duhail (Lekhwiya SC) | 2       | 2015, 2016                                                                               |
| Al-Shamal               | 1       | 1996                                                                                     |
| Al-Khor                 | 1       | 2002                                                                                     |
| Umm Salal SC            | 1       | 2009                                                                                     |
| Al-Mu'aidar SC          | 1       | 2003                                                                                     |